# ليندا جورج (مغنية)
ليندا جورج (بالإنجليزية: Linda George)‏ هي مغنية أسترالية، ولدت في 1951.

## وصلات خارجية
- ليندا جورج على موقع IMDb (الإنجليزية)
- ليندا جورج على موقع ميوزك برينز (الإنجليزية)
- ليندا جورج على موقع ديسكوغز (الإنجليزية)